# Cliff Hubbard
Clifford Hubbard (1911-1962) là một cầu thủ bóng đá người Anh từng thi đấu cho Hull City và West Ham United ở Football League.